# Costești-Deal, Hunedoara
Costești-Deal este un sat în comuna Orăștioara de Sus din județul Hunedoara, Transilvania, România.